# Daniel O. Hastings
Daniel Oren Hastings, född 5 mars 1874 i Somerset County, Maryland, död 9 maj 1966 i Wilmington, Delaware, var en amerikansk republikansk politiker och jurist. Han representerade delstaten Delaware i USA:s senat 1928-1937.
Hastings föddes i närheten av staden Princess Anne i Maryland. Han studerade juridik vid Columbian University (numera George Washington University). Han inledde sedan 1902 sin karriär som advokat i Wilmington, Delaware. Han var delstatens statssekreterare (Secretary of State of Delaware) från januari till juni 1909. Han tjänstgjorde sedan som domare i Delawares högsta domstol 1909-1911.
Hastings efterträdde 1928 T. Coleman du Pont som senator för Delaware. Han efterträddes 1937 av James H. Hughes.
Hastings var metodist och frimurare. Han gravsattes på Lower Brandywine Cemetery i New Castle County.